# Euthalia srota
Euthalia srota är en fjärilsart som beskrevs av Hans Fruhstorfer 1913. Euthalia srota ingår i släktet Euthalia och familjen praktfjärilar. Inga underarter finns listade i Catalogue of Life.